# Un hombre de negocios
Un hombre de negocios es una película española de comedia estrenada en 1945, dirigida por Luis Lucia Mingarro y protagonizada en los papeles principales por Antonio Casal y Josita Hernán.
La película está basada en la obra teatral homónima escrita por Manuel López Martín.
Por su papel en la película, María Isbert fue galardonada con la Medalla del CEC a la mejor actriz secundaria. Dichos premios fueron entregados el 7 de julio de 1946 en el Cine Gran Vía de Madrid.

## Sinopsis
El tío Anselmo lega a su sobrina Nina una gran cantidad de dinero, creyendo que se ha casado, pero dicha boda no se celebró, ya que todo fue una argucia para conseguir el dinero. Ahora, el tío ha llegado de viaje a España para visitarla y Nina hará que Fernando se haga pasar por su marido.

## Reparto
- Antonio Casal como	Fernando
- Juan Espantaleón como Tío Anselmo
- Josita Hernán como	Nina
- Francisco Alarcón como	Rovira
- Faustino Bretaño como Chófer
- Ana María Campoy como Alicia
- José Isbert como Dimas
- María Isbert como	Cayetana
- Julia Lajos como Mamá Leonarda
- Arturo Marín como Paulovich
- Manuel Requena como Ramón
- Antonio Riquelme como	Cochero
- María Victorero como Ramona
- Xan das Bolas como	Conserje del museo

## Premios
Primera edición de las Medallas del Círculo de Escritores Cinematográficos
| Categoría               | Nominados     | Resultado |
| ----------------------- | ------------- | --------- |
| Mejor actriz secundaria | Maruja Isbert | Ganadora  |